# Ohu-tu-moua
Ohu-tu-moua är vårens gudinna inom Tahitis mytologi. 